# Complete II
A Complete II az X Japan japán heavymetal-együttes válogatásalbuma, mely 2005. október 1-jén jelent meg a Columbia Records kiadásában. Összesen 10 CD-t és 9 DVD-t tartalmaz, az együttes 1992 óta kiadott összes  stúdióalbumával és DVD-jével, valamint korábban soha ki nem adott videófelvételekkel. Az album 92. helyezett volt az Oricon slágerlistáján.

## CD-k
- Art of Life
- Dahlia
- Live Live Live Tokyo Dome 1993-1996 (2 lemezen)
- Live Live Live Extra
- Live in Hokkaido 1995.12.4 Bootleg
- Art of Life Live
- The Last Live (3 lemezen)

## DVD-k
- Dahlia the Video Visual Shock #5 Part I, Part II
- Dahlia Tour Final 1996 (2 lemezen)
- X Japan Clips II
- The Last Live Video (2 lemezen)
- Art of Life 1993.12.31 Tokyo Dome
- X Film Gig 1993 Visual Shock Kógeki szaikai (korábban kiadatlan felvételek)

1. Prologue: World Anthem (S.E.)
2. Silent Jealousy
3. Sadistic Desire
4. Stab Me in the Back
5. Week End
6. Celebration
7. Drum Solo
8. Art of Life
9. Kurenai
10. Orgasm
11. Endless Rain
12. Joker
13. X
14. Say Anything (S.E.)

- Super Rare Clips 1987 Xclamation - Kurenai (korábban limitált kiadásban jelent meg)

1. Xclamation
2. Stab Me in the Back
3. Kurenai